# Psepholax
Psepholax är ett släkte av skalbaggar. Psepholax ingår i familjen vivlar.

## Dottertaxa tillPsepholax, i alfabetisk ordning[1]
- Psepholax acanthomerus
- Psepholax barbifrons
- Psepholax basalis
- Psepholax brevicornis
- Psepholax cornutus
- Psepholax coronatus
- Psepholax crassicornis
- Psepholax denticostatus
- Psepholax egerius
- Psepholax femoratus
- Psepholax granulatus
- Psepholax humeralis
- Psepholax lateripennis
- Psepholax latirostris
- Psepholax leoninus
- Psepholax mac leayi
- Psepholax marmoratus
- Psepholax marmoreus
- Psepholax mastersi
- Psepholax mediocris
- Psepholax mystacinus
- Psepholax pascoei
- Psepholax punctulatus
- Psepholax rostralis
- Psepholax simplex
- Psepholax subconicicollis
- Psepholax sulcatus
- Psepholax tibialis